# Jaux
Jaux és un municipi francès, situat al departament de l'Oise i a la regió dels Alts de França. L'any 2007 tenia 2.258 habitants.

## Demografia

### Població
El 2007 la població de fet de Jaux era de 2.258 persones. Hi havia 747 famílies de les quals 165 eren unipersonals (83 homes vivint sols i 82 dones vivint soles), 215 parelles sense fills, 293 parelles amb fills i 74 famílies monoparentals amb fills.
La població ha evolucionat segons el següent gràfic:
Habitants censats

### Habitatges
El 2007 hi havia 813 habitatges, 766 eren l'habitatge principal de la família, 15 eren segones residències i 33 estaven desocupats. 688 eren cases i 120 eren apartaments. Dels 766 habitatges principals, 552 estaven ocupats pels seus propietaris, 205 estaven llogats i ocupats pels llogaters i 9 estaven cedits a títol gratuït; 30 tenien una cambra, 60 en tenien dues, 99 en tenien tres, 181 en tenien quatre i 397 en tenien cinc o més. 623 habitatges disposaven pel capbaix d'una plaça de pàrquing. A 324 habitatges hi havia un automòbil i a 394 n'hi havia dos o més.

### Piràmide de població
La piràmide de població per edats i sexe el 2009 era:
| Homes | Edats   | Dones |
| ----- | ------- | ----- |
| 0     | 95 o +  | 0     |
| 0     | 90 a 94 | 0     |
| 16    | 85 a 89 | 12    |
| 8     | 80 a 84 | 16    |
| 16    | 75 a 79 | 24    |
| 36    | 70 a 74 | 20    |
| 24    | 65 a 69 | 48    |
| 56    | 60 a 64 | 24    |
| 40    | 55 a 59 | 32    |
| 80    | 50 a 54 | 88    |
| 104   | 45 a 49 | 84    |
| 100   | 40 a 44 | 96    |
| 68    | 35 a 39 | 88    |
| 64    | 30 a 34 | 60    |
| 48    | 25 a 29 | 68    |
| 80    | 20 a 24 | 52    |
| 124   | 15 a 19 | 88    |
| 116   | 10 a 14 | 96    |
| 100   | 5 a 9   | 84    |
| 28    | 0 a 4   | 56    |

## Economia
El 2007 la població en edat de treballar era de 1.526 persones, 1.058 eren actives i 468 eren inactives. De les 1.058 persones actives 969 estaven ocupades (513 homes i 456 dones) i 88 estaven aturades (40 homes i 48 dones). De les 468 persones inactives 120 estaven jubilades, 179 estaven estudiant i 169 estaven classificades com a «altres inactius».

### Ingressos
El 2009 a Jaux hi havia 777 unitats fiscals que integraven 2.066 persones, la mediana anual d'ingressos fiscals per persona era de 22.460 €.

### Activitats econòmiques
Dels 140 establiments que hi havia el 2007, 7 eren d'empreses de fabricació d'altres productes industrials, 23 d'empreses de construcció, 48 d'empreses de comerç i reparació d'automòbils, 3 d'empreses de transport, 14 d'empreses d'hostatgeria i restauració, 1 d'una empresa d'informació i comunicació, 6 d'empreses financeres, 10 d'empreses immobiliàries, 13 d'empreses de serveis, 5 d'entitats de l'administració pública i 10 d'empreses classificades com a «altres activitats de serveis».
Dels 42 establiments de servei als particulars que hi havia el 2009, 5 eren tallers de reparació d'automòbils i de material agrícola, 1 taller d'inspecció tècnica de vehicles, 3 paletes, 8 guixaires pintors, 5 fusteries, 2 lampisteries, 2 electricistes, 3 empreses de construcció, 1 perruqueria, 10 restaurants, 1 agència immobiliària i 1 saló de bellesa.
Dels 15 establiments comercials que hi havia el 2009, 2 eren grans superfícies de material de bricolatge, 1 una botiga de roba, 1 una sabateria, 5 botigues de mobles, 2 botigues de material esportiu, 2 botigues de material de revestiment de parets i terra i 2 floristeries.
L'any 2000 a Jaux hi havia 12 explotacions agrícoles que ocupaven un total de 480 hectàrees.

## Equipaments sanitaris i escolars
L'únic equipament sanitari que hi havia el 2009 era una farmàcia.
El 2009 hi havia una escola elemental.

## Poblacions més properes
El següent diagrama mostra les poblacions més properes.